# Urbanlegends.hu
Az Urbanlegends.hu egy városi legendákkal, átverésekkel (hoax), tévhitekkel foglalkozó magyar weboldal. Szerkesztője Marinov Iván; az oldalra rajta kívül írtak még Dezső András, a hvg.hu újságírója, illetve Pál Attila, az origo szerkesztője. A Facebookon és Twitteren is elérhető.

## Története
Az oldal egy 2004. május 26-i bejegyzéssel indult az akkor még a Freeblog.hu rendszerét igénybe vevő blogon. Az első bejegyzés címe: Spermiumok, hányásmaradványok és óriáspatkányok a londoni (és pesti) metrón Archiválva 2006. június 21-i dátummal a Wayback Machine-ben, mely egy olyan körlevelet vizsgált, amiben azt állították, hogy a londoni metró üléseiben különféle fertőzésforrásokat talált egy laboratóriumi vizsgálat. Ekkor még csak Marinov publikált az urbanlegends nicknév alatt. 2005. március 27-én az addig ömlesztett blogbejegyzések kategóriákba kerültek. 2005. július 5-én csatlakozott az oldal szerkesztőjéhez Dezső zoon, illetve Pál neurotoxin néven. 2006. április 7-én az Urban Legends oldala átkerült az Urbanlegends.hu címre. 2007 decembere óta Fórum is van az oldalon, ahol a látogatók feltehetik vitára történeteiket. 2009 áprilisa óta a twitteren, novembertől pedig a Facebookon is követhető az oldal.

## Könyvmegjelenés
Az Urbanlegends.hu szerzői a HVG Rt. HVG könyvek sorozatában megjelentették a Legendavadászat című könyvüket, melyben ismert városi legendáknak jártak utána, s írták le a nyomozás eredményeit. 2007 karácsonyán a könyvet hangoskönyv formában is kiadták.